# 청해사
청해사는 대한민국 경기도 포천시 창수면 추동리에 있는 사당이다. 1986년 4월 9일 포천시의 향토유적 제23호로 지정되었다.

## 개요
이지란과 그의 후손 이중노를 제향하는 사당이다.

## 같이 보기
- 이지란